# Хлібна база № 81
Хлібна база № 81 є дочірнім підприємством ДАК «Хліб України».
Підприємство «Хлібна база № 81» під назвою «Об’єкт – Поштова скринька № 130» було створене у 1936 році згідно з рішенням Міністерства продовольчих резервів СРСР. Розташоване за 8 кілометрів на Північ від залізничної станції Кременчук. Підприємство було створене для зберігання державних резервів зерна, ключовою ланкою у процесі його накопичення були розвантажувально-навантажувальні роботи.
У період Німецько-радянської війни німецько-фашистські окупанти знищили інфраструктуру хлібної бази № 130.
Згідно з рішенням Ради Міністрів СРСР від 18 червня 1949 року хлібна база № 130 відновлюється у повному обсязі. До того ж – будуються додатково капітальні споруди для забезпечення технологічних процесів під час зберігання зерна держрезерву. З’явився силосний корпус з робочою баштою на 24 тис. тонн зберігання та 5 механізованих зерноскладів місткістю – 12 тисяч тонн кожний. Загальна зернова місткість склала 84 тис. тонн.
Починаючи з 1961 до 1992 року підприємство завантажувалося у повному обсязі: технічні можливості хлібної бази дозволяли одночасно приймати та розвантажувати 4 вагони зерна, а за добу оброблялось до 30 вагонів. Зерно продовольчих кондицій надходило на тривале зберігання із заготівельних елеваторів областей для наступного розподілу в регіони країни зерно, імпортоване із Канади, США, Аргентини, Франції та інших країн.
Підприємство було одним з найкращих в системі хлібопродуктів, неодноразово нагороджувалось грамотами та перехідними прапорами.
У 1961 році хлібна база № 130 отримала нову назву – «Хлібна база № 81».
Понад 20 років Хлібну базу № 81 очолює ветеран галузі хлібопродуктів, професіонал Валерій Володимирович Колос.
На початку 90-х років минулого століття після реконструкції на підприємстві додатково запрацювало зерноочисне обладнання, автомобілерозвавантажувач, нові вагові для зважування автомобілів та залізничних вагонів. Розпочався якісно новий етап у житті хлібної бази з приймання зерна від сільгоспвиробників.
У 2003 році тут переоборудовано сушарку, принцип дії якої не має аналогів у світі, оскільки агент сушіння виробляється за допомогою плазмового генератора. Експериментальна сушарка на теперішній час не працює. В 2012 році встановлено нову газову, яких тільки дві в Україні.
Трудовий колектив Хлібної бази № 81 завжди відзначався високою дисципліною та організованістю, відповідальним ставленням до визначених завдань.
Неоцінений вклад в розвиток підприємства, його стабільність та зміцнення виробничого потенціалу підприємства внесли працівники різних поколінь, у числі яких і ветерани праці та цілі династії. Саме тому керівництво хлібної бази з особливою повагою підтримує пенсіонерів (матеріальна допомога, подарунки, свята тощо).
Вирішенню соціальних питань сприяє надання фінансової допомоги працюючим та підтримка у здобутті освіти тощо.
Підприємство відноситься до числа тих, які незважаючи на кризові хвилі у економіці, працює передбачувано успішно.